# Ciala veleda
Ciala veleda là một loài ruồi trong họ Tachinidae.